# Flughafen Kufra

i7
i11
i13
Der Flughafen Kufra (arabisch مطار الكفرة, englisch Kufra Airport, IATA-Code: AKF, ICAO-Code: HLKF) ist ein  Flughafen der Kufra-Oasen in Libyen.

## Lage
Der Flughafen liegt östlich der Kufra-Oasen.

## Flugplatzmerkmale
Der Tower (TWR) sendet und empfängt auf der Frequenz: 121,9 MHz.
Der Flughafen verfügt über verschiedene Navigationshilfen.
Das ungerichtete Funkfeuer (NDB) sendet auf der Frequenz: 317 kHz mit der Kennung: KFR.
Das Drehfunkfeuer (VOR) sendet auf Frequenz: 113,2 MHz mit der Kennung: KFR.
Ein Distance Measuring Equipment (DME) ist vorhanden.
Die Ortsmissweisung beträgt 2° Ost/West. (Stand: 2006)

## Zwischenfälle
Laut ASN sind zwei Zwischenfälle auf dem Flughafen bekannt.
- Am 26. August 2008 wurde eine Boeing 737-200 der sudanesischen Sun Air mit 95 Passagieren und sieben Besatzungsmitgliedern hierher entführt. Dabei kamen keine Insassen ums Leben. Das Flugzeug befand sich auf einem sudanesischen Inlandsflug, von Nyala (UYL) nach Khartum (KRT).[2]
- Im Dezember 1975 schoss eine Antonow 12B der Balkan Bulgarian Airlines über die Landebahn hinaus und wurde dabei irreparabel zerstört.[3]